# Happiness Tour
Happiness Tour – pierwsza solowa trasa koncertowa perkusisty zespołu Queen, Rogera Taylora, w jej trakcie odbyły się trzydzieści dwa koncerty.
1. 28 lipca 1994 – Gosport, Anglia – Walpole Park
2. 15 września 1994 – Londyn, Anglia – Shepherd’s Bush Empire
3. 26 września 1994 – Tokio, Japonia – Sun Plaza Hall
4. 28 września 1994 – Kawasaki, Japonia – Club Citta
5. 30 września 1994 – Nagoja, Japonia – Club Quatro
6. 14 października 1994 – Kolonia, Niemcy – Altes Presswerk
7. 24 października 1994 – Mediolan, Włochy – City  Square
8. 19 listopada 1994 – Londyn, Anglia – Shepherd’s Bush Empire
9. 20 listopada 1994 – Cambridge, Anglia – The Junction
10. 22 listopada 1994 – Nottingham, Anglia – Rock City
11. 23 listopada 1994 – Newcastle, Anglia – Riverside
12. 24 listopada 1994 – Leeds, Anglia – Leeds Irish Centre
13. 26 listopada 1994 – Liverpool, Anglia – Royal Court Theatre
14. 27 listopada 1994 – Sheffield, Anglia – The Leadmill
15. 29 listopada 1994 – Glasgow, Anglia – The Garage
16. 30 listopada 1994 – Bristol, Anglia – Bristol Bierkeller
17. 1 grudnia 1994 – Mediolan, Włochy – Forum di Asago
18. 2 grudnia 1994 – Truro, Anglia – City Hall
19. 3 grudnia 1994 – Manchester, Anglia – Manchester University
20. 4 grudnia 1994 – Wolverhampton, Anglia – Civic Hall
21. 8 grudnia 1994 – Paryż, Francja – Europe 1 Studios (dwa koncerty)
22. 16 stycznia 1995 – Monfalcone, Włochy – Hippodrome
23. 18 stycznia 1995 – Genua, Włochy – Teatro Verdi
24. 20 stycznia 1995 – Cesena, Włochy – Vidia
25. 21 stycznia 1995 – Firenze, Włochy – Teatro Tenda
26. 22 stycznia 1995 – Rzym, Włochy – Palladium
27. 24 stycznia 1995 – Valletta, Malta – Mediterranean Conference Centre
28. 25 stycznia 1995 – Palermo, Włochy – Teatro Metropolitan
29. 26 stycznia 1995 – Catania, Włochy – Teatro Metropolitan
30. 29 stycznia 1995 – Neapol, Włochy – Havana Club

http://www.queenconcerts.com/live/roger-taylor/happiness.html